# Stéphane Henchoz
Stéphane Henchoz (Billens, 7 september 1974) is een oud-voetballer afkomstig uit Zwitserland. Als verdediger speelde hij voor verschillende topclubs, zoals Hamburger SV en Liverpool FC Zijn carrière begon hij echter in 1992 in eigen land, bij Neuchâtel Xamax. Zestien jaar later sloot hij deze af bij het Engelse Blackburn Rovers. Daarnaast kwam Henchoz vanaf 1993 tot en met 2005 uit voor het nationale elftal van Zwitserland.

## Neuchâtel Xamax
In 1992 drong Stéphane Henchoz door tot het eerste elftal van Neuchâtel Xamax, een club die in de jaren voor de komst van Henchoz in de top van het Zwitserse voetbal had meegedraaid. Net toen Henchoz deel ging uitmaken van het eerste elftal, verliep het echter wat minder goed voor de club in de Axpo Super League. Alhoewel Henchoz meteen al een basisspeler was - hij speelde in zijn eerste seizoen 35 wedstrijden - eindigde de club niet hoger dan de zevende plaats. Wel maakte hijzelf al zoveel indruk, dat hij in januari van het jaar 1993 al zijn debuut maakte voor het nationale elftal van Zwitserland. Na het seizoen 1992/1993 zou Stéphane Henchoz nog twee seizoenen bij Neuchâtel Xamax blijven spelen. Na in 1993/1994 net degradatie met Neuchâtel te hebben ontweken, verliep het jaar daarop een stuk succesvoller. Henchoz eindigde met zijn club als vierde in de reguliere competitie. Na gespeeld te hebben eindigde club zelfs als derde, waardoor Europees voetbal veilig werd gesteld. Henchoz zou de club echter verlaten, om bij een grote Duitse club te gaan spelen. Voor Neuchâtel Xamax speelde hij 91 wedstrijden. Één keer was hij in staat om te scoren.

## Hamburger SV
Vanwege zijn goede spel bij Neuchâtel Xamax was er interesse uit het buitenland, met name Duitsland, voor Stéphane Henchoz. Uiteindelijk was het Hamburger SV dat aan het langste eind trok en hem contracteerde. Van de 34 wedstrijden die er in het eerste seizoen van Henchoz bij HSV, 1995/1996, in de Bundesliga te spelen waren, speelde hij er 31. In al deze wedstrijden startte de Zwitser in de basis. Daardoor wist hij ook twee keer te scoren. Dat seizoen eindigde HSV als vijfde in de competitie, waardoor, met een punt voorsprong op Hansa Rostock, UEFA Cup-voetbal veilig werd gesteld. In het tweede seizoen speelde Henchoz minder, mede door blessures. In de wedstrijden die hij speelde, begon hij wel weer elke keer in de basis. Teleurstellend eindigde HSV dat seizoen echter als dertiende in de competitie. In de UEFA Cup presteerde de club eerst goed, door overtuigend Celtic en Spartak Moskou uit te schakelen. In de derde ronde werd echter verloren van AS Monaco. Daarna verliet Stéphane Henchoz Hamburg. Hij tekende een contract bij een Engelse Premier League-club. Voor HSV speelde hij in totaal 49 competitiewedstrijden. Twee keer wist Henchoz daarin het net te vinden.

## Blackburn Rovers
Op 17 juli 1997 tekende Henchoz een contract bij het Engelse Blackburn Rovers. Bij die club zou hij zijn Premier League-debuut maken. Net als bij Neuchâtel Xamax en Hamburger SV, groeide Henchoz ook hier meteen uit tot een vaste kracht. Bij de titelkandidaat moest de Zwitser een duo vormen in het centrum van de verdediging met de Schot Colin Hendry. Ondanks dat de club de titelaspiraties niet waar kon maken, eindigde het op de zesde plaats en mocht derhalve uitkomen in de UEFA Cup van het seizoen 1998/1999. Al meteen in de eerste ronde verloor het echter van het Franse Olympique Lyonnais. Ook in de competitie verliep het dramatisch voor de Rovers. Ze eindigde als negentiende, waardoor de club degradeerde. Henchoz had echter een clausule in zijn contract staan, dat hij bij de degradatie weg mocht. Daarom vertrok hij ook in 1999 bij Blackburn. Voor Blackburn Rovers speelde Henchoz 71 competitiewedstrijden. Nooit maakte hij daarin een doelpunt.

## Liverpool F.C.
Voor 3,5 miljoen pond nam Liverpool FC Henchoz over van Blackburn Rovers, nadat die club in 1999 was gedegradeerd. Samen met onder anderen Sander Westerveld, Erik Meijer, Dietmar Hamann en ex-Willem II'er Sami Hyypiä was Henchoz een van de nieuwe aanwinsten van Liverpool voor het seizoen 1999/2000. Met de laatstgenoemde moest hij de centrale verdediging gaan vormen. Veel van de fans vroegen zich af waarom de twee waren aangetrokken door toenmalig coach Gérard Houllier, maar al snel bleek dat de Fin en de Zwitser elkaar goed aanvoelden en een uitstekend duo vormden. In zijn eerste drie seizoenen bij Liverpool was Henchoz dan ook een vaste basisspeler. Zo maakte hij de finale van de UEFA Cup van het jaar 2000/2001 mee. Daarin was CD Alavés de tegenstander. Na met 3-1 voor te hebben gestaan werd het vlak na rust snel 3-3. Daarom werd Henchoz in de 55ste minuut gewisseld voor de aanvallend ingestelde Tsjech Vladimír Šmicer. Uiteindelijk werd het in reguliere speeltijd 4-4 en won Liverpool door een eigen doelpunt van Delfí Geli in de verlenging. Zo won Henchoz zijn eerste Europese beker. In de seizoenen 2002/2003 en 2003/2004 was de Zwitserse verdediger niet langer meer een vaste waarde voor Liverpool. Dit kwam door blessures en het goede spel van de Kroaat Igor Bišćan. Toch speelde hij beide seizoenen bijna twintig competitiewedstrijden. Na de komst van de Spanjaard Rafael Benítez bij Liverpool was het echter gedaan met de speelminuten voor Henchoz. Nooit zou hij onder hem spelen in de Premier League, waardoor hij in januari 2005 verkocht werd. Alhoewel hij voor Liverpool nooit een doelpunt maakte, speelde Henchoz wel 135 competitiewedstrijden voor de Liverpudlians.

## Celtic en Wigan Athletic
Na in januari 2005 te zijn vertrokken bij Liverpool maakte Henchoz de overstap naar het Schotse Celtic. Zijn debuut maakte hij voor Celtic in de Scottish FA Cup tegen Dunfermline Athletic. Hij zou nooit echter van een belangrijke waarde zijn voor de Schotten. Met bekerwedstrijden meegerekend speelde hij maar acht wedstrijden voor Celtic. Slechts de helft daarvan begon hij in de basis. Reden genoeg voor Henchoz om nog aan het einde van zijn eerste half jaar bij Celtic de club alweer vaarwel te zeggen. Daarna tekende hij een contract bij Wigan Athletic, waar hij wel kon rekenen op een plek in de basiself. Daar kwam hij samen met de Nederlander Arjan de Zeeuw in de verdediging te spelen. Ondanks zijn vele basisplaatsten zou Stéphane Henchoz slechts één seizoen deel van de selectie van Wigan Athletic uit blijven maken. Daarna maakte hij namelijk de overstap naar een van zijn voormalige clubs. Voor Wigan speelde Henchoz, zonder daarin te scoren, in totaal 26 wedstrijden.

## Terugkeer bij Blackburn Rovers
Na een afwezigheid van acht jaar keerde Stéphane Henchoz voor het seizoen 2006/2007 weer terug bij de Blackburn Rovers. Erg veel invloed zou hij echter niet meer hebben bij de club. Zo succesvol als hij was in zijn eerste periode bij de club, speelde hij nu nog maar weinig en meestal als invaller. De keren dat hij speelde, paste hij echter wel goed in het team. In mei 2008 werd zijn contract echter ontbonden door trainer Mark Hughes. Daardoor speelde hij maar 12 wedstrijden in zijn tweede periode bij de club voor de Rovers. Eveneens beëindigde hij toen zijn professionele voetbalcarrière.

## Interlandcarrière
Op 23 januari 1993 maakte Henchoz zijn debuut voor het Zwitsers nationale elftal. Dit was in een wedstrijd tegen Japan. Daarna werd hij een vaste kracht in het team en maakte zodoende twee eindtoernooien mee. Dit waren het EK 1996 in Engeland en EURO 2004 in Portugal. Op dit laatste eindtoernooi kwam Henchoz twee keer in actie, namelijk als wisselspeler tegen Kroatië en als basisspeler tegen Frankrijk. Op 26 maart 2005 speelde Henchoz zijn 72ste en laatste wedstrijd voor Zwitserland. Dit was eveneens in een wedstrijd tegen Frankrijk.

## Erelijst
- UEFA Cup: 2001 (Liverpool)
- UEFA Super Cup: 2001 (Liverpool)
- FA Cup: 2001 (Liverpool)
- Charity Shield: 2001 (Liverpool)
- League Cup: 2001, 2003 (Liverpool)
- Schotse FA Cup: 2005 (Celtic)